# Grunau Baby
Das Grunau Baby ist eines der meistgebauten Segelflugzeuge. Zwischen 1931 und 1945 wurden in Deutschland und vielen anderen europäischen Ländern mindestens 5.000 Exemplare hergestellt. Der Segelflug-Index beträgt 54.

## Geschichte

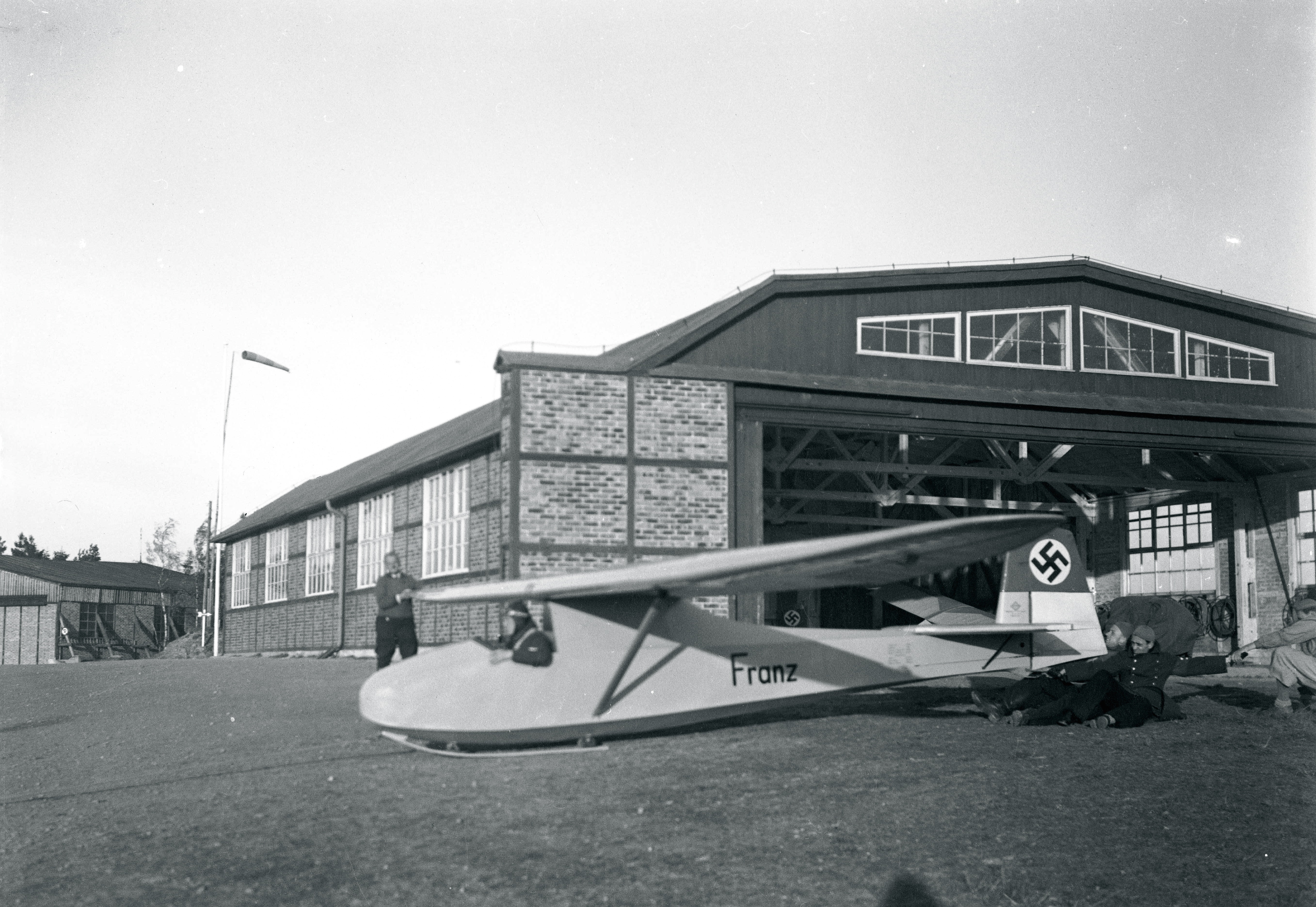
Startvorbereitung eines Grunau Baby II vor der Werfthalle in Grunau

Konstruiert wurde das Grunau Baby im Winter 1930/31 von Edmund Schneider an der Segelflugschule Grunau (heute Jeżów Sudecki). Da Edmund Schneider weitgehend unbekannt war, fragte er Wolf Hirth, ob er mit dessen Namen für das Baby werben dürfe. Daher entstand der gewollte Eindruck, dass der prominente Hirth an der Konstruktion beteiligt gewesen sei.
Edmund Schneider hatte das Baby als Übungsflugzeug mit guten Flugeigenschaften entworfen, während die Gleitleistung nicht mit jener der reinen Leistungssegler mithalten konnte. Ein zentrales Konstruktionsziel war angesichts der meist prekären finanziellen Situation der Segelflugvereine von Beginn an auch die Möglichkeit des Lizenzbaus; Schneider achtete bei der Konstruktion darauf, dass das Flugzeug von durchschnittlichen Segelflugvereinen mit beschränkten Mitteln nach Plänen nachgebaut werden konnte. Diese Möglichkeit wurde weltweit vielfach genutzt. So ist es heute nicht mehr feststellbar, wie viele „Babys“ in allen Varianten tatsächlich gebaut wurden. Wolf Hirth nennt eine Zahl zwischen 10.000 und 15.000, realistischer dürfte eine Zahl um die 6.000–7.000 sein, wovon allein 4.914 für das NSFK und später 396 für die GST produziert wurden. Dazu kommen noch etwa 300 tschechische Zlín Z-24 sowie 95 schwedische Se-102. Über die Anzahl der bei Nord in Frankreich gefertigten Exemplare liegen keine Informationen vor. Auch bei dieser Zahl bleibt das Grunau Baby das meistgebaute Segelflugzeug und nach dem SG 38 und der Waco CG-4A das meistgebaute motorlose Flugzeug der Geschichte.
Im Dritten Reich bildete das Grunau Baby neben dem SG 38 und dem DFS Kranich die Basis der fliegerischen Grundausbildung. Nach dem Zweiten Weltkrieg gab es praktisch keine segelfliegende Nation, in der nicht Grunau Babys oder deren Abwandlungen den Schulungsbetrieb beherrschten. Auch nach der Wiederzulassung des Segelfluges in Westdeutschland am 28. April 1951 spielte das Baby nochmals eine wichtige Rolle, Schleicher begann mit der Serienproduktion des Baby III und es gab praktisch keinen Verein, der nicht wenigstens über ein Baby verfügte. Selbst 1960 waren noch mehr als 400 Maschinen registriert, obwohl bereits weitaus leistungsfähigere Typen wie Schleicher K 8 oder Scheibe L-Spatz zur Verfügung standen.

## Konstruktion
Ursprünglich wurde der Rumpf in Holzbauweise hergestellt und war sperrholzbeplankt. Die einholmige Tragfläche war zweiteilig ausgeführt und zum Rumpf hin abgestrebt. Das Höhenleitwerk war ebenfalls zum Rumpf hin abgestrebt und nicht profiliert (ebene Platte). Als Fahrwerk dienten eine gummigefederte Kufe und ein Federstahlsporn am Heck.

## Versionen

### Baby I
Die erste Ausführung Baby I hatte eine Spannweite von 12,87 m, 14 m² Flügelfläche und eine Leermasse von 98 kg. Sie war in abgestrebter Hochdeckerbauweise ausgeführt und besaß ein offenes Cockpit mit Windschutzscheibe. Vom Bug bis etwa zur Mitte des Unterflügels verlief ein Sturmkabel. Es entstanden etwa 80 Exemplare.
Mit einem selbstgebauten Baby I stellte Kurt Schmidt 1933 bei Korschenruh in Ostpreußen einen Weltrekord im Dauersegelflug auf. Er startete am 3. August um 7:33 Uhr und landete nach 36 Stunden und 36 Minuten am 4. August um 19:58 Uhr.
Die 40-Stunden-Marke im Dauersegelflug wurde im Mai 1937 mit 40 Stunden und 55 Minuten durch Fluglehrer Ernst Jachtmann am Roten Kliff auf der Insel Sylt erreicht. Jachtmann flog jedoch mit der verbesserten Version Baby II.

### Baby II
Schneider überarbeitete 1932/33 seinen Entwurf. Das Baby II erhielt einen um 70 cm verlängerten Tragflügel mit Hilfsholm und einen vergrößerten stromlinienförmigeren Rumpf. Der Nachfolger Baby IIa erhielt zusätzlich noch größere Querruder, ein verstärktes Heck und eine abwerfbare offene Kabinenabdeckung mit Windschutzscheibe.

### Baby IIb

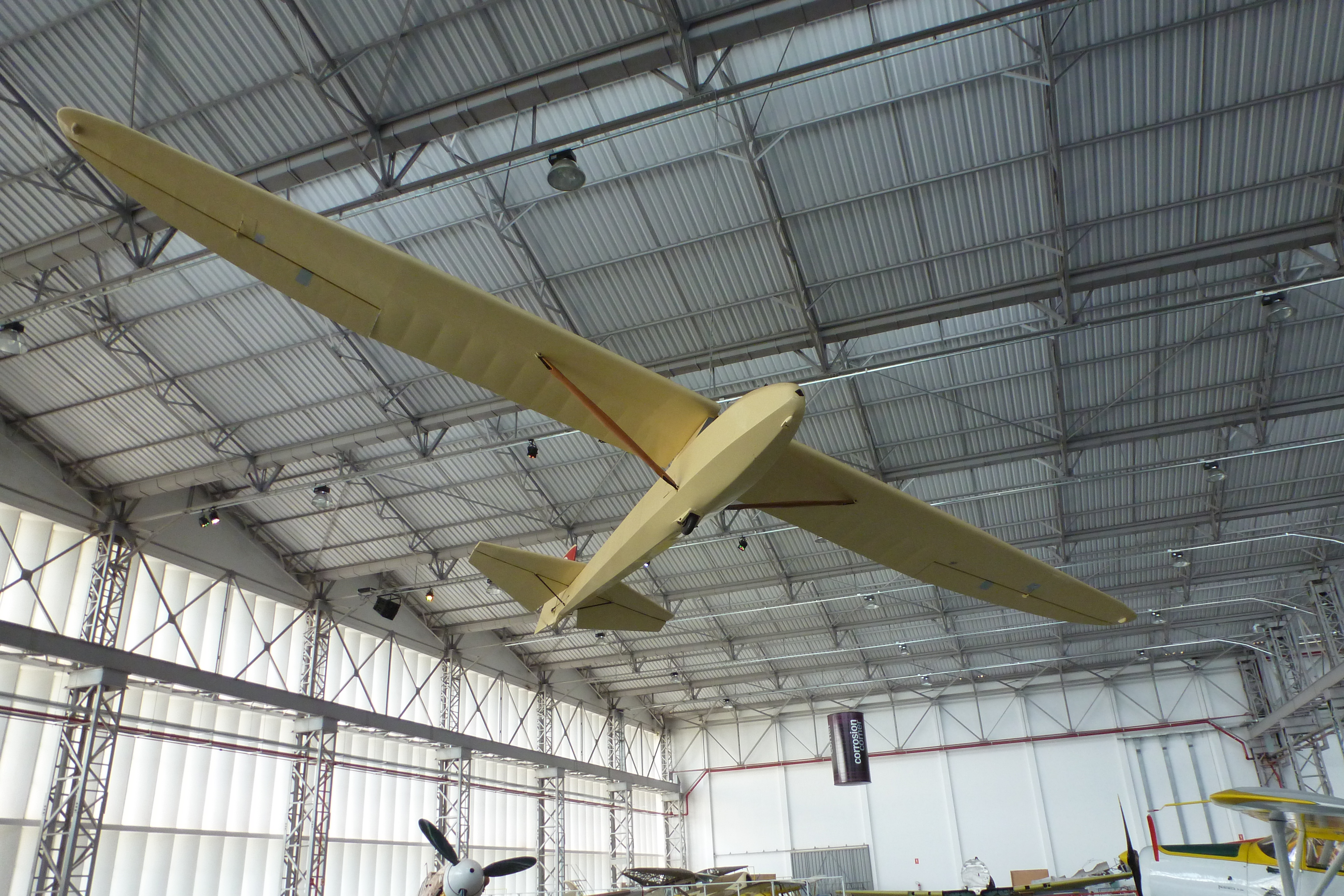
Baby IIb

Meistgebaute Version war das Baby IIb mit Schempp-Hirth-Sturzflugbremsen, höherer maximaler Startmasse und nochmals vergrößerten Querrudern. Von ihr wurden allein in der DDR von 1952 bis 1957 396 Exemplare produziert und teilweise bis 1979 bei der Gesellschaft für Sport und Technik eingesetzt. Nach dem Fall der Mauer wurden einige Babys reaktiviert und wieder lufttüchtig gemacht. Nach dem Zweiten Weltkrieg wurden in Großbritannien noch 50 weitere Grunau Baby 2B von Elliots of Newbury als EoN Baby produziert und auch in Polen lief in Schneiders ehemaliger Fabrik die Produktion weiter. In der ehemaligen Oberkärntner Flugzeugfabrik Oberlerchner in Seeboden wurden ab 1949 Flugzeuge gebaut, darunter auch das Grunau Baby IIb mit einem von den übrigen Herstellern abweichenden Seitenruder.

### Motorbaby

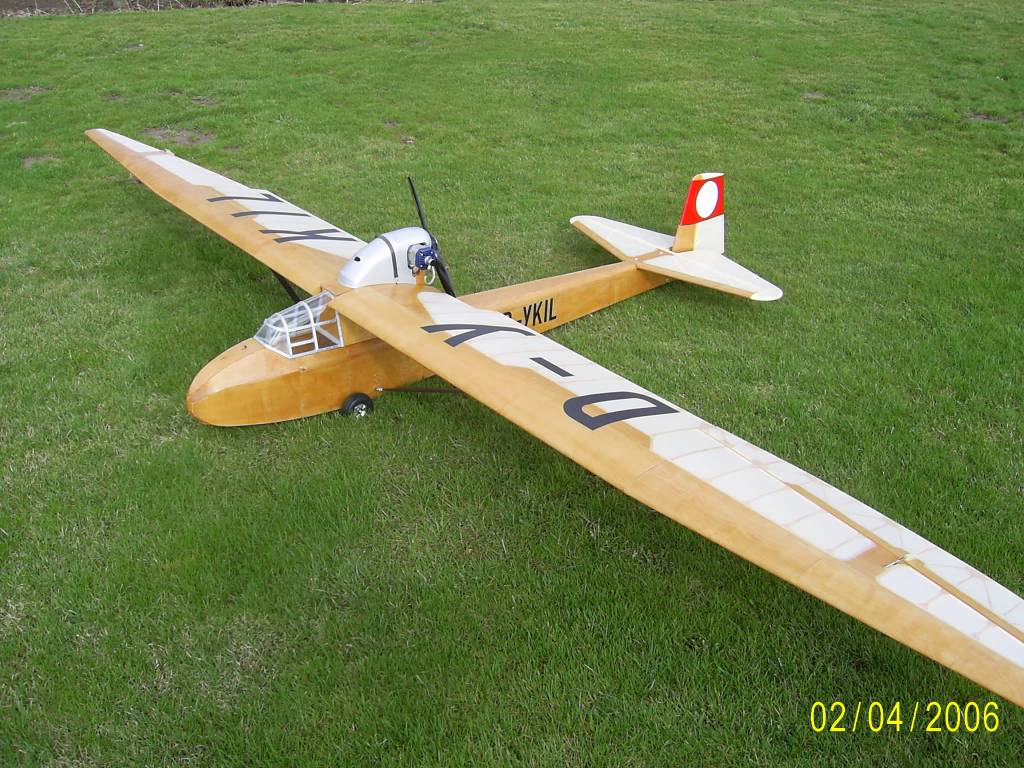
Modell eines Motorbabys

1938 entstand der eigenstartfähige Motorsegler Motor-Baby mit 13,2-kW-Motor und Hauptfahrwerk statt Gleitkufe. Der Motor war hinter dem Pilotensitz angeordnet und trieb einen Druckpropeller an. Der hintere Rumpf war wegen der Luftschraube stark abgeflacht und hatte einen rechteckigen Querschnitt. Mindestens 25 Stück wurden gebaut

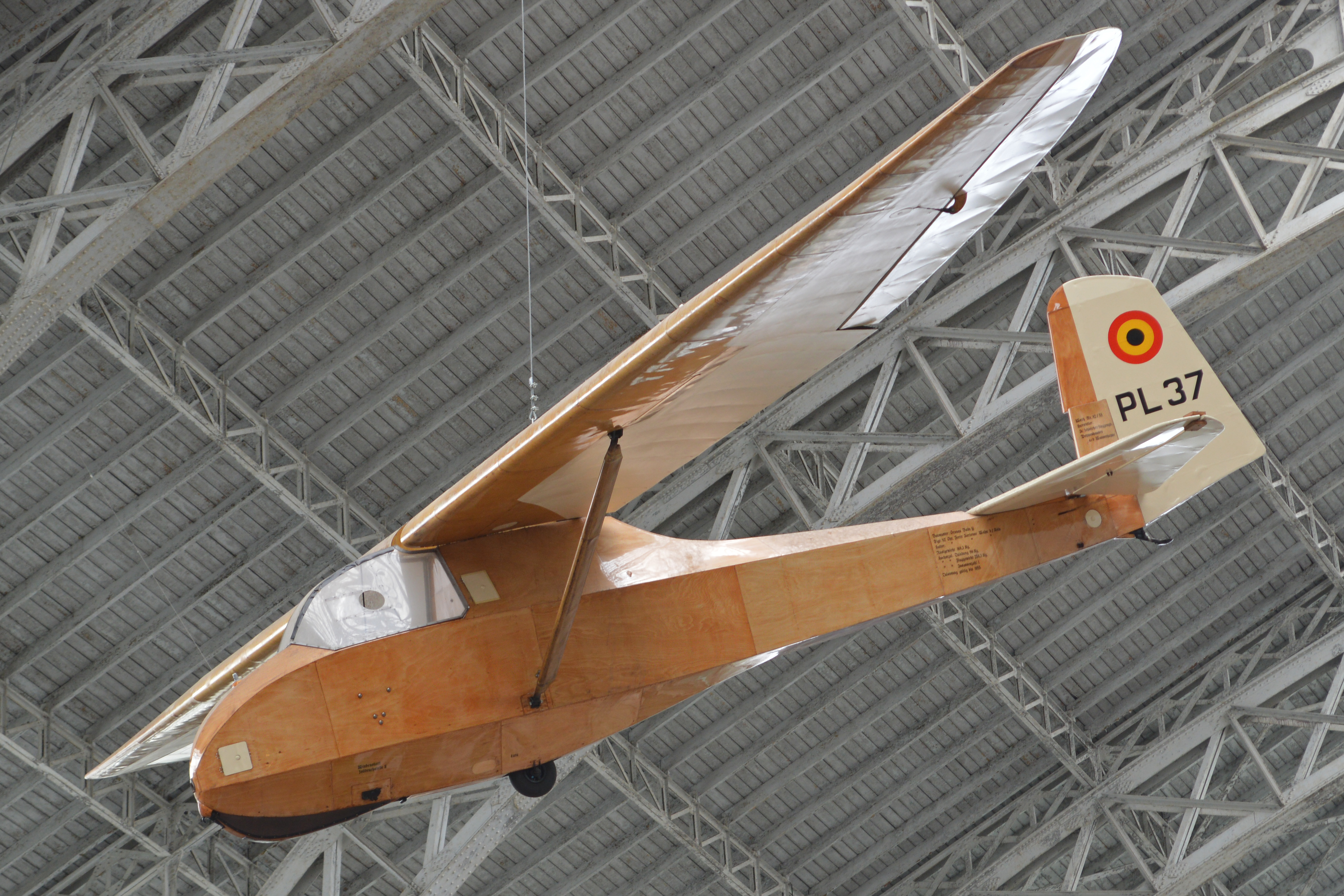
Baby III

### Baby III
In Deutschland baute Schleicher Anfang der 1950er-Jahre eine leicht veränderte Ausführung als Baby III (Erstflug 24. August 1951), welches sich vor allem durch eine verkürzte Kufe mit dahinter angebrachtem Zentralrad unterschied. Auch Seiten- und Querruder waren leicht abgeändert.

### Baby IV
Von Schneider Ltd. in Australien gebautes Muster.

### Baby V
Es entstand in Deutschland auch eine als Baby V bezeichnete Variante als Doppelsitzer mit geschlossener Kabinenhaube, die aber nur in sechs Exemplaren hergestellt wurde.
Die Baby V verfügt über einen Rumpf aus Stahlrohr und Stoffbespannung.

### Cumulus
Der Reinhard „Cumulus“ war ein Derivat aus einem neu gebauten Stahlrohrrumpf mit schlankem Leitwerksträger und mit den Tragflächen und dem Leitwerk des Grunau Babys. Etwa 20 stück wurden gebaut.

### Sonstige
In Rumänien wurde aus dem Baby IIb der Schulsegler IFIL R.G.-1 entwickelt.

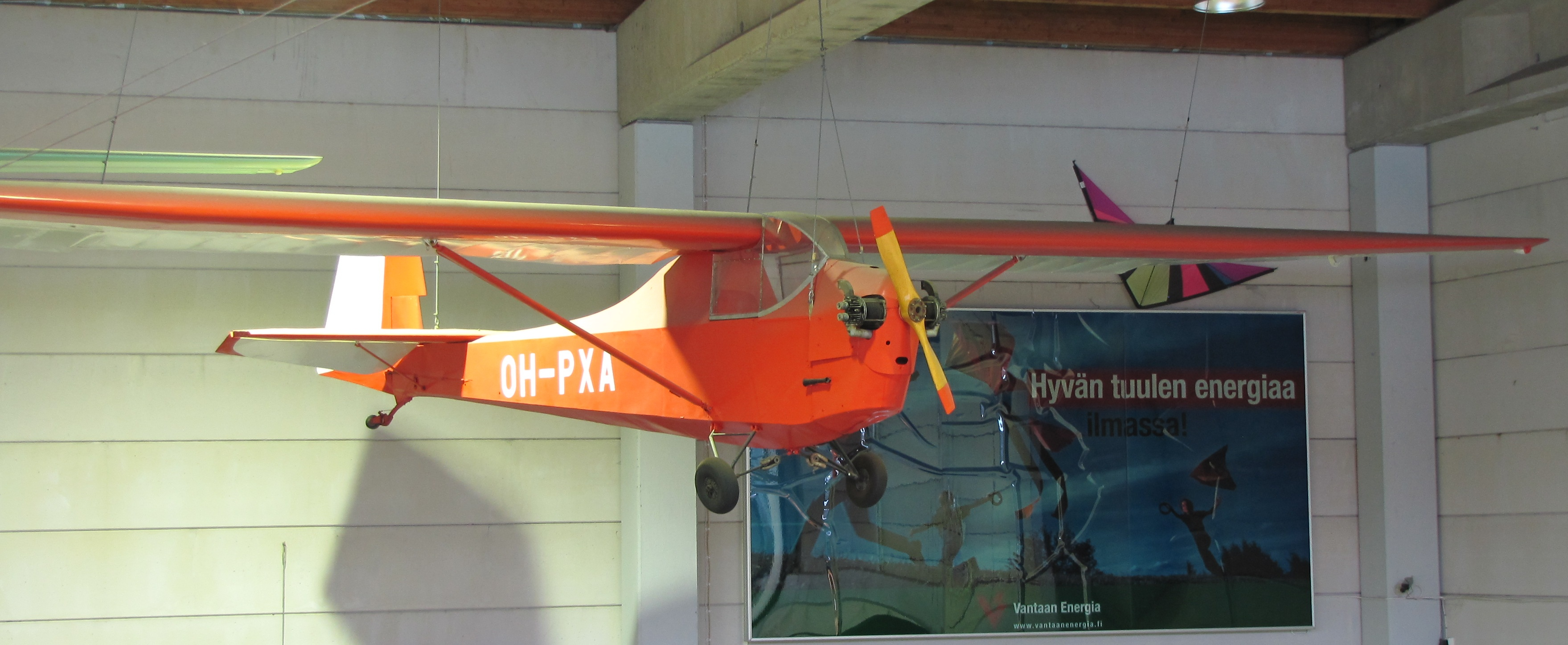
Moottoribaby im Finnischen Luftfahrtmuseum

In Finnland entwickelte PIK auf Basis des Baby II den Motorsegler PIK-10 Moottoribaby. Der Prototyp mit dem Kennzeichen OH-PXA ist im Finnischen Luftfahrtmuseum ausgestellt.
Im englischen Scarborough wurden bei Slingsby Sailplanes zwischen 1935 und 1939 etwa 15 Exemplare des Baby II als Slingsby Type 5 (T.5) Grunau Baby 2 hergestellt. Hinzu kam noch eine unbekannte Zahl an Bausätzen. Die geringe Produktionszahl ist zum Teil durch die rasch zunehmende Produktpalette bei Slingsby zu erklären. Speziell die Type 6 Kirby Kite stand in direkter Konkurrenz zur Baby 2, kurze Zeit danach kamen noch die Type 7 Kadet und die Type 8 Tutor hinzu.
In Frankreich wurde das Baby als Nord-1300 gebaut.
In Norrköping/Schweden wurden 95 Babys als AB Flygplan Se-102 gebaut.
In den USA hatte das Baby die Bezeichnung TG-27 (Training Glider).
In der Tschechoslowakei wurden nach 1945 ca. 300 Stück des leicht veränderten Baby IIb als Zlín Z-24 gebaut und z. T. mit der geschlossenen Kabinenhaube des DFS Kranichs geflogen.

## Technische Daten Grunau Baby IIb

Dreiseitenriss des Baby IIb

| Kenngröße              | Daten               |
| ---------------------- | ------------------- |
| Gesamtlänge            | 6,15 m              |
| Spannweite             | 13,50 m             |
| Höhe                   | 1,35 m              |
| Flügelfläche           | 14,20 m²            |
| Flügelstreckung        | 12,80               |
| Flächenbelastung       | 17,6 kg/m²          |
| Gleitzahl              | 17 bei 60 km/h      |
| Geringstes Sinken      | 0,9 m/s bei 50 km/h |
| Rüstmasse              | 160 kg              |
| max. Startmasse        | 250 kg              |
| Höchstgeschwindigkeit  | 160 km/h            |
| Mindestgeschwindigkeit | 45 km/h             |

## Erhaltene Exemplare (Auswahl)

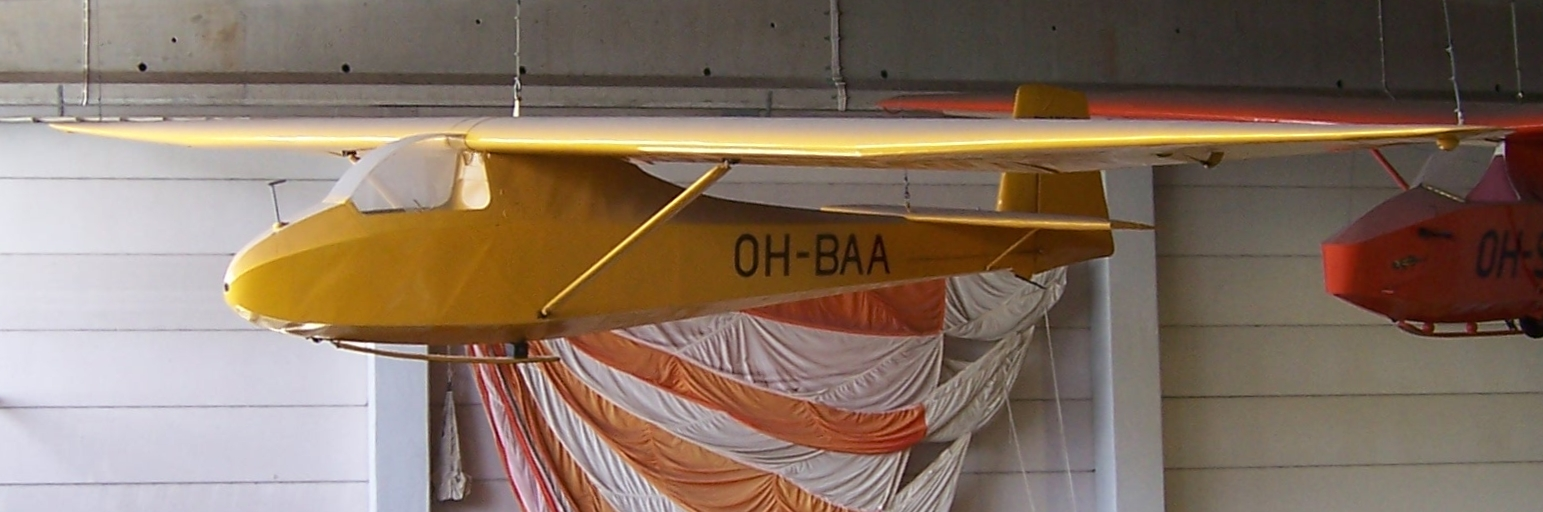
Baby IIb im Finnischen Luftfahrtmuseum (OH–BAA)

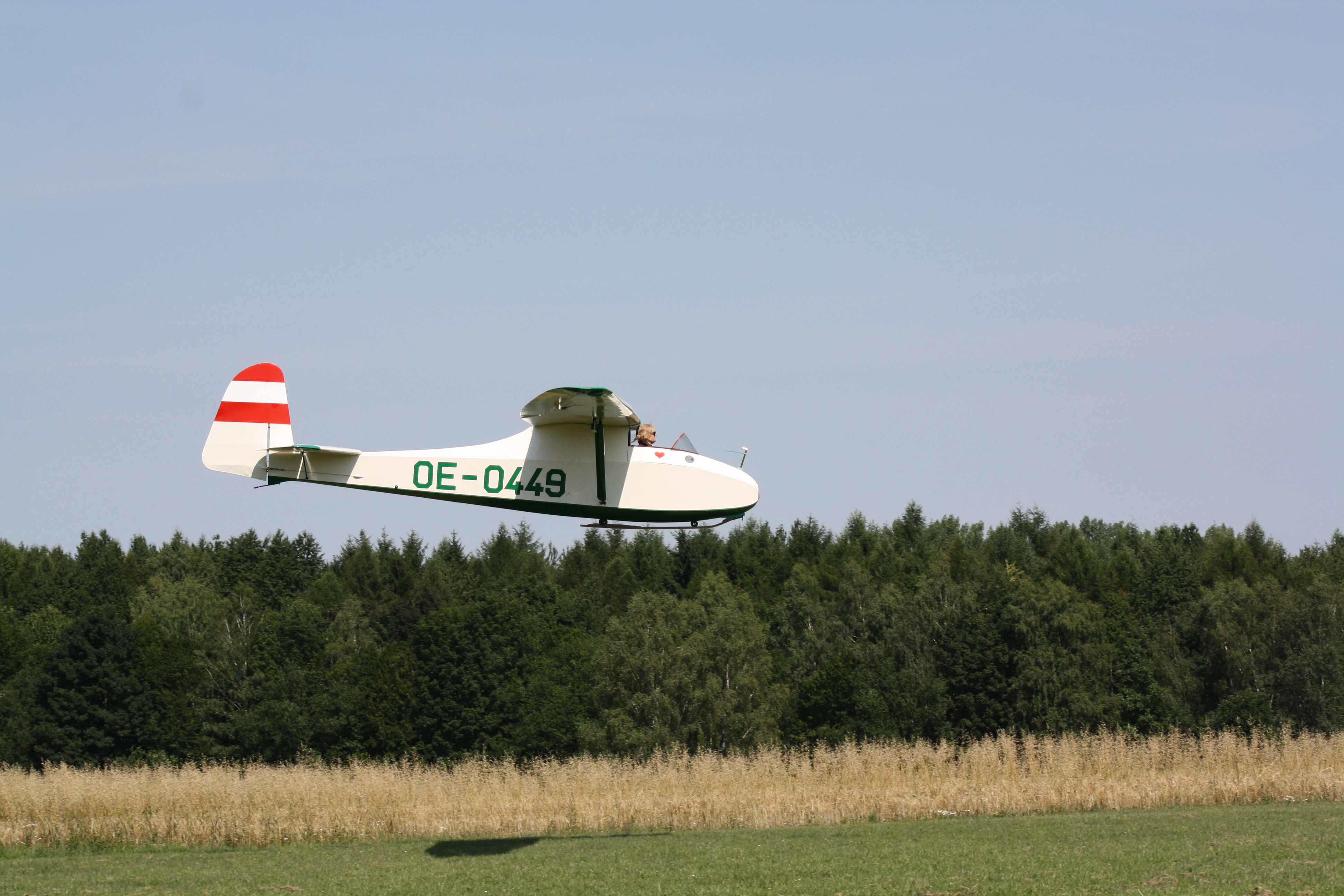
Oberlerchner Baby IIb (OE-0442, Werknummer 44, Baujahr 1959)

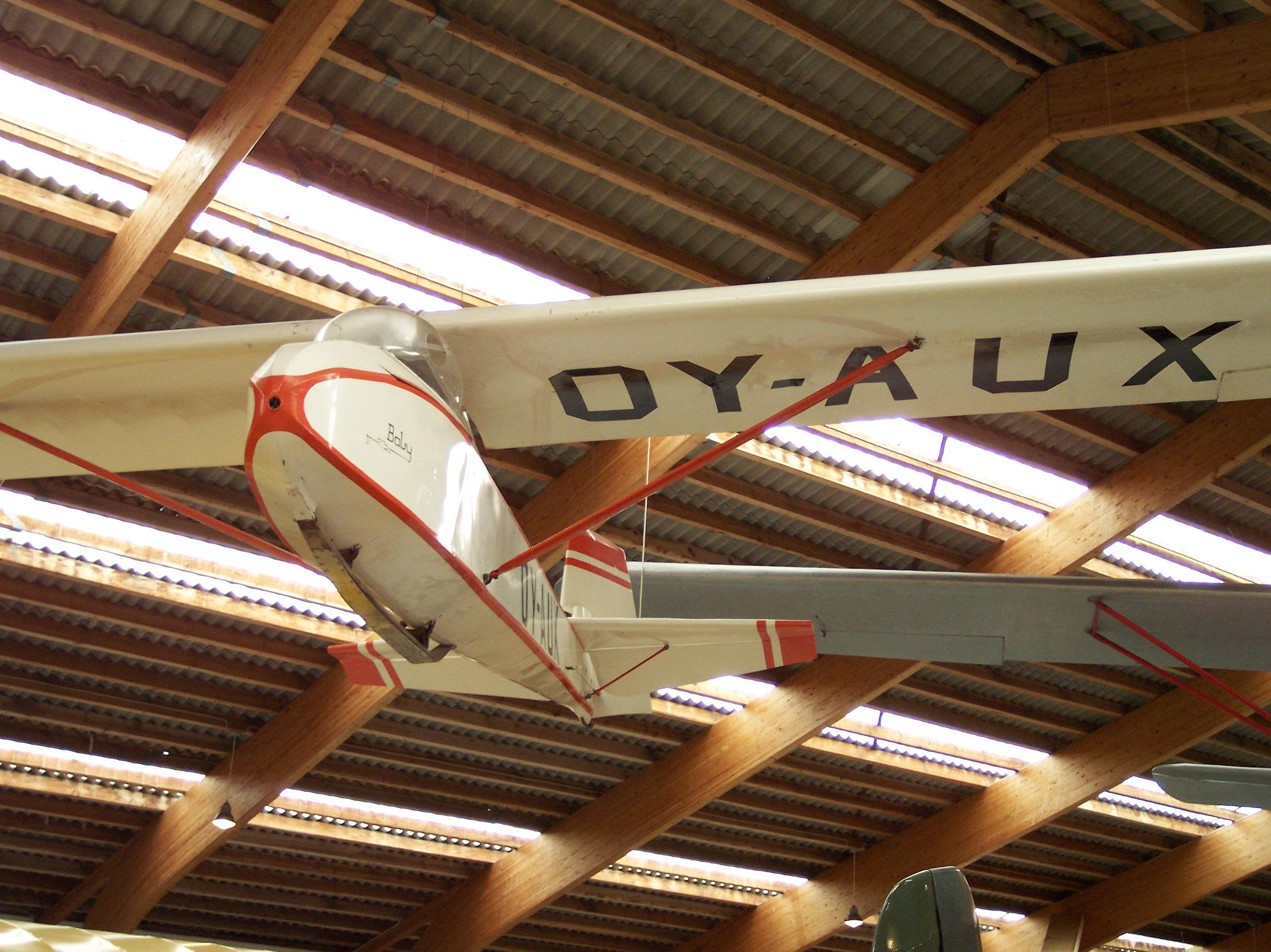
Baby IIb (OY-AUX)

- Grunau Baby IIb (D–1065) in der Flugwerft Schleißheim.[5]
- Grunau Baby III (D–1052) im Privatbesitz fliegt auf dem Flugplatz Heppenheim EDEP
- Grunau Baby IIa (D-1079) im Deutschen Segelflugmuseum mit Modellflug.[6]
- Grunau Baby III (D-1107) im Vereinseinsatz bei der Segelfluggruppe Benediktbeuern.[7]
- Grunau Baby IIb (D-1261) im Vereinsbesitz der FLG Grabenstetten.[8]
- Grunau Baby III (D-1977) des Segelflug-Club Fischbek e. V. in Hamburg, stationiert ebendort, am 31. Juli 2015 in Terlet verunglückt, flugunfähig.[9][10]
- Grunau Baby IIb (D-1982) fliegt beim Flugplatz St. Michaelisdonn.
- Grunau Baby IIb (D-2411, ex DM-1084) in Privatbesitz, stationiert im Fliegerklub Auerbach/V. e. V. auf dem Flugplatz Auerbach/V.[11]
- Grunau Baby IIb (D-3856) in Vereinsbesitz des Oldtimer Segelflugclub Wasserkuppe e. V., stationiert auf dem Flugplatz Wasserkuppe.[12]
- Grunau Baby IIb (D-0835) des Vereins Zugvögel Hildener Heide e. V.[13]
- Grunau Baby III (D-4303) im Deutschen Segelflugmuseum mit Modellflug.[14]
- Grunau Baby IIb (D-4764) des Quax – Verein zur Förderung von historischem Fluggerät e. V.[15], stationiert in Hamm beim Luftsportclub Hamm e. V.
- Grunau Baby IIb (D–5221) im Osnabrücker Verein für Luftfahrt e. V. auf dem Flugplatz Achmer.[16]
- Grunau Baby III (D-5515) im Vereinsbesitz LSV Hünsborn (nach Zusammenschluss von drei Vereinen, vorher LSV Ferndorf).
- Grunau Baby III (D-6340) in Privatbesitz, stationiert auf dem Segelfluggelände Burgberg bei Witzenhausen[17]
- Grunau Baby IIb (D-7078) im Vereinsbesitz des LSC Dümpel e. V.[18] (fliegt seit Mai 2021 wieder).
- Grunau Baby III (D-8585) im Fliegenden Museum Großenhain[19]
- Grunau Baby II (HB-87) der Segelfluggruppe Basel Fricktal, stationiert auf dem Flugplatz Fricktal-Schupfart (Baujahr 1933, Werknummer 90).[20]
- Grunau Baby II B-2 (LZ–NZ) im National Air and Space Museum (NASM) in Washington, D.C.[21]
- Grunau Baby IIb (OE-0061) Oberlerchner Baby mit der Werknummer 6, Privatbesitz und fliegt beim Sportfliegerclub Ried/Kirchheim
- Grunau Baby IIb (OE-0038) fliegt noch beim Segelflug- und Modellbau-Club Micheldorf in Oberösterreich (Baujahr 1944).[22]
- Grunau Baby IIb (OE-0374) fliegt noch beim Alpinen Sportflieger-Club Leoben (Timmersdorf).[23]
- Grunau Baby IIb (OE-0442) fliegt noch bei der Heeresflugsportgruppe Kondor von ursprünglich zwei Exemplaren des Österreichischen Bundesheeres.[24]
- Grunau Baby IIb (OE-0449) in Privatbesitz, stationiert auf dem Flugplatz Nastätten.[25]
- Grunau Baby IIb (OY-AUX) in der Dansk Veteranflysamling.[26]